# 戚薇
戚薇（1984年10月26日—），出生于四川省成都市武侯区。中国大陆影视歌三栖明星。
2006年凭借上海东方卫视的《我型我秀》节目出道。并随后在多部影视、音乐作品中有出色演出。

## 生平

### 选秀出道
2006年參加上海东方卫视的选秀節目《我型我秀》成为全国10强，正式出道。后与袁成杰搭档组成音乐组合“男才女貌”，发表音乐专辑《男才女貌》、《2U》和单曲《做你的一半》、《耀出彩》、《Perfect Match我的绝配》等，並凭借一首《外滩十八号》而开始走红。2011年8月签约海蝶音乐，与袁成杰搭档的“男才女貌”单飞，发表首张个人EP《如果爱忘了》。

### 演員生涯
戚薇出道后跨入演艺圈相继出演电视剧和电影。早年比較知名的角色有《夏家三千金》里为爱疯狂的夏友善，《美人心计》嚣张跋扈的馆陶公主和《爱情睡醒了》里出身名门望族的沐之晴；值得一提的是，她首次担纲主演的电影《做次有钱人》於2012年上映，并於同年在2012国剧盛典中获得“2012国剧盛典年度演绎偶像大奖”。2013年2月，她首部主演的电视剧《爱情自有天意》播出，同年她第二张和第三張个人迷你专辑《L TO V秘密》和《失窃之物》先後在這年發行。2013年年底，戚薇凭借《爱情自有天意》中精湛出演“程曦”一角脱颖而出斩获2013国剧盛典“内地人气女演员大奖”。

### 個人生活
2013年8月，戚薇与美籍韩星李承铉被媒体拍到深夜吃完烤肉以后一同回公寓的画面，两人恋情曝光。
2014年6月18日，巴西当地时间下午16:00在福塔莱萨的卡斯特劳体育场乌拉圭对阵哥斯达黎加的比赛现场。戚薇和李承铉出现在观众区，两人相约巴西，向外界公开两人的恋情。
2014年6月19日，戚薇在微博公布与李承铉交往。
2014年6月28日，戚薇现身某活动现场时，坦言李承铉已见过自己父母。戚薇满脸甜蜜道：“我妈觉得他不错，是个很孝顺并有着很强家庭责任感的男生，可以给我很好的照顾和爱。”戚薇表示：“自己的感情肯定要用心地经营。” 
2014年8月2日，戚薇、李承铉来到塞班岛度假，李承铉在拍摄《时尚新娘》杂志时，向戚薇求婚成功。
2014年8月25日上午10时多，戚薇在微博晒出婚纱照并喊话李承铉：“铉欧巴。。。来我大中国做女婿，可好？。。。”随后，李承铉第一时间回应：“中秋月圆之日…正是我当中国女婿之时……” 两人将于9月8日在美国拉斯维加斯举行婚礼。
2015年1月16日在加州生下女兒Lucky。2015年1月17日，戚薇的女儿Lucky出生。 
戚薇在加州 Hoag医院 (Newport Beach) 喜得千金，爱称为“Lucky”，出生时重量为3145g。李承铉在微博公布得女喜讯，并晒出女儿的小脚，“妈咪用手，你用脚是吗？这个见面礼爸比收下了，能被你们"欺负"，将是我这辈子最大的幸福。”随后，戚薇转发了该微博表示，“生好了，升级了。” 
2022年5月27日，李承铉晒出一张全家的背影照，分享老婆戚薇怀二胎喜讯。戚薇官宣二胎后露面，称与李承铉商量好，二胎宝宝随妈姓。“在怀lucky的时候，就已经跟李承铉商量好，小朋友一个姓爸爸姓，一个姓妈妈姓，所以这个宝宝会跟我姓了，一人一个姓。” 第二个孩子会随妈妈姓戚，无论是男孩还是女孩都会这样做。
10月27日，在播出的《披荆斩棘》中，李承铉宣布二胎得子。27日，戚薇工作室发布一则视频，恭喜戚薇、李承铉二胎得子，“凑成了一个好”。戚薇分享怀孕记录视频。 11月6日消息，《披荆斩棘2》总决赛上，李承铉宣布了自己和戚薇刚出生的儿子名叫Seven。

## 影视作品

### 电视剧
| 首播年份 | 剧名                      | 角色                               | 备注                      |
| 2007年   | 来电奇缘                  | 琦薇（第8集，歌唱比賽8號選手）     | 別名《麻雀爱上凤凰》 客串 |
| 2007年   | 劲舞世界                  |                                    |                           |
| 2009年   | 贤妻良母                  | 郑可伶                             |                           |
| 2010年   | 泡沫之夏                  | 歐辰失憶後西蒙找來代替夏沫的偽女友 |                           |
| 2010年   | 美人心计                  | 馆陶公主                           |                           |
| 2010年   | 無懈可擊之美女如雲        | 尤小柔（莎朗）                     |                           |
| 2011年   | 夏家三千金                | 夏友善                             | 又名：爱情真善美          |
| 2011年   | 无懈可击之高手如林        | 葉柔                               |                           |
| 2011年   | 爱情睡醒了                | 沐之晴                             |                           |
| 2012年   | 我的經濟適用男            | 莫柔                               |                           |
| 2012年   | 童话二分之一              | 萧萧                               | 客串                      |
| 2013年   | 爱情自有天意/爱情心心相印 | 程曦/方娟                          |                           |
| 2014年   | 万万没想到                | 七哥姐姐                           | 迷你剧                    |
| 2014年   | 陶之恋                    | 慕海清(原欧阳百琪)                 |                           |
| 2014年   | 少年神探狄仁杰            | 李婉青（李婉清）                   |                           |
| 2014年   | 古剑奇谭                  | 叶沉香                             | 客串                      |
| 2014年   | 爱情回来了                | 明亮                               |                           |
| 2016年   | 我是杜拉拉                | 杜拉拉                             |                           |
| 2016年   | 秀麗江山之長歌行          | 蔡姬(卫悦)                         | 客串                      |
| 2016年   | 你好乔安                  | 乔安                               |                           |
| 2016年   | 亲爱的，公主病            | -                                  | 網絡劇, 担任藝術监制      |
| 2017年   | 繁星四月                  | 叶繁星                             |                           |
| 2017年   | 深夜食堂                  | 艾真                               |                           |
| 2017年   | 亲爱的王子大人            | -                                  | 網絡劇, 担任藝術监制      |
| 2017年   | 端脑                      | 小冬                               | 網絡劇, 担任藝術监制      |
| 2018年   | 北京女子图鉴              | 陳可                               | 網絡劇                    |
| 2019年   | 新龙门客栈                | 金镶玉                             |                           |
| 2019年   | 没有秘密的你              | 林星然                             | 网络剧                    |
| 2019年   | 谋圣鬼谷子                | 今淑                               | 2013年拍攝                |
| 2021年   | 你好，安怡                | 安怡/姜离                          |                           |
| 2021年   | 一起深呼吸                | 周悦                               |                           |
| 2023年   | 显微镜下的大明之丝绢案    | 丰碧玉                             | 網絡劇                    |
| 未播     | 世界上的另一个我          | 纪南娜                             | 2012年拍攝                |

### 电影
| 上映年份 | 电影名         | 角色   | 备注 |
| 2009年   | 重庆美女       | 沙若馨 |      |
| 2011年   | 回马枪         | 聂隐娘 |      |
| 2012年   | 做次有錢人     | 林培   |      |
| 2012年   | 跑出一片天     | Cindy  | 客串 |
| 2014年   | 我的播音系女友 | 張了了 |      |
| 2016年   | 王牌逗王牌     | 天娜   |      |
| 2017年   | 追捕           | 真由美 |      |
| 2021年   | 有一点动心     | 美琪   |      |
| 待上映   | 心动保单       |        |      |

### 寫真
| 出版年度 | 名稱                                     |
| -------- | ---------------------------------------- |
| 2012年   | 转身薇笑                                 |
| 2014年   | 爱战                                     |
| 2024年   | 戚薇「所谓如果」2023演唱会全纪实写真特辑 |

### 短片
| 年度   | 劇名                 | 合作演员       | 備注 |
| ------ | -------------------- | -------------- | ---- |
| 2007年 | 因为爱之说出你的秘密 | 袁成杰、林更新 |      |
| 2021年 | 天外来物             | 薛之谦         |      |

## 音乐作品

### 个人专辑
| 專輯資料                           | 發行日期      | 专辑类型                                           | 曲目 |
| ---------------------------------- | ------------- | -------------------------------------------------- | --- |
| 茶之恋（《一茶一座》年度音乐作品） | 2007年        | 作家吕玫创作的音乐小说，融合文学作品与音乐专辑形式 | 曲目 1. 爱的旅程 2. 如果你是天空 3. 有你在身边 （等多首歌曲）                                               |
| 如果愛忘了                         | 2011年8月29日 | EP、细碟                                           | 曲目 1. 如果愛忘了 2. 沒收 3. 黑白之間 (feat.范逸臣) 4. 如果愛忘了 (kala) 5. 沒收 (kala) 6. 黑白之間 (kala) |
| L To V秘密                         | 2013年1月31日 | EP、细碟                                           | 曲目 1. 为了遇见你 2. 我们我们 3. 原谅他 4. 爱情自有天意                                                    |
| 失窃之物                           | 2013年12月5日 | EP、细碟                                           | 曲目 1. 失窃之物 2. 墨绿指甲 3. 福爾马林                                                                    |
| 你好再見                           | 2015年1月4日  | EP、细碟                                           | 曲目 1. 你好再見 2. 你是對的人 3. Lucky Lucky (feat.李承鉉) 4. 冬天的樹                                     |
| 我的新鮮女友                       | 2015年9月26日 | EP、细碟                                           | 曲目 1. 懶懶的下午3：00 2. 我的新鮮女友（晴天版） 3. 忘了帶繖的屋簷 4. 雨天 5. 我的新鮮女友                 |

### 歌曲
- 《外滩十八号》庆功版（2008年4月发行）
- 《男才女貌》庆功版（2008年9月发行）
- 《2U》发行时间（2009年8月26日）
- 《做你的一半》（2010年3月男才女貌单曲 戚薇&袁成杰）
- 《耀出彩》（2010年4月男才女貌全新单曲 戚薇&袁成杰）
- 《Perfect Mach 我的绝配》（2010年12男才女貌全新单曲 戚薇&袁成杰）
- 《太过爱你》（2011年1月戚薇全新单曲《夏家三千金》主题曲）
- 《黑白之间》（《无懈可击之高手如林》插曲 戚薇&范逸臣）
- 《沒收》（《无懈可击之高手如林》插曲 戚薇）
- 《放开爱》（2012年7月18日《我的经济适用男》戚薇）
- 《我們我們》(2013年1月25日《愛情自有天意》戚薇)
- 《仙侠世界之错过》（2013年4月1日发行《仙侠世界》游戏原声带）
- 《陪你天涯》（2014年6月12日《少年神探狄仁杰》戚薇）
- 《你是对的人》（2014年8月4日 电视连续剧《爱情回来了》片尾曲 戚薇&李俊昊）
- 《Lucky Lucky》(2014年10月26日 《糖果传奇》甜蜜关卡主题曲 戚薇&李承铉)
- 《忘了去記得》（2015年《我是杜拉拉》片尾曲 戚薇）
- 《梦诛缘·春生》 （2017年4月27日 《梦幻诛仙》半周年庆主题曲
- 《有个人》（2017年《繁星四月》片尾曲  戚薇）
- 《雨天》（2017年《繁星四月》插曲  戚薇）
- 《Perfect Day》(2017年 生日全新单曲 戚薇）
- 《回旋木马的孤单》（2017年 生日全新单曲 戚薇）
- 《第三人稱》（2018年 《北京女子圖鑑》主題曲 戚薇）
- 《一冷一熱》（2018年 生日全新单曲 戚薇）
- 《The Rose》(2019年 《没有秘密的你》插曲 戚薇)
- 《M》（2020年4月15日）
- 《半夏的纪念》MV（2020年9月19日）
- 《所謂如果》（2023年5月27日）
- 《七》浪姐出舞台首次亮相
- 《无色花》浪姐5 主题曲
- 《粉钻》

## 获奖记录
- 2019    互联网精品盛典年度女演员奖
- 2019    2018国剧盛典 “年度飞跃演员”奖《北京女子图鉴》
- 2019    第3届金骨朵网络影视盛典年度品质女演员奖
- 2018    微博电影之夜微博人气演员
- 2015    第三届音悦V榜年度盛典“ 年度最佳组合大奖”
- 2015    风从东方来娱乐影响力盛典“最具潜力电视剧女演员”
- 2015    2015嘉人美妆盛典“风尚女神大奖”
- 2014    第2屆音悅V榜年度盛典“ 最佳音樂微電影／失竊之物 ”
- 2013    2013国剧盛典 內地最具人氣女演員獎
- 2013    第1届音悦V榜年度盛典“ 突破艺人奖”
- 2012    第1届音悦V榜年度盛典“内地最佳影视歌曲”   《放开爱》
- 2012    东方风云榜年度歌曲大奖   《黑白之间》
- 2012    中歌榜“金曲奖”(《如果爱忘了》)   《如果爱忘了》
- 2012    爱奇艺年度盛典“2011剧王之王”   《夏家三千金》
- 2012    2012华鼎奖亚洲演艺名人榜第九十名
- 2012    2012国剧盛典“年度演绎偶像奖”
- 2012    第五届中国绿色宝贝颁奖典礼“绿色宝贝年度大奖”
- 2012    风尚志六周年盛典“年度风尚人气明星奖”
- 2011    娱乐电视大奖第三季度(7-9月)“最佳剧集”   《高手如林》
- 2011    搜狐秋季电视剧盛典《高手如林》获“最佳营销创新荣誉   《高手如林》
- 2011    2011国剧盛典“年度最佳长剧” 夏家三千金   《夏家三千金》
- 2011    影视风云榜新势力盛典新势力最受欢迎风尚艺人大奖
- 2011    年度美妆风尚大典清新裸妆奖
- 2011    风尚志五周年盛典“年度风尚未来奖”
- 2010    百姓奥斯卡“最受欢迎女配角”
- 2008    第八届全球华语歌曲排行榜“最受欢迎对唱歌曲奖”(《外滩十八号》戚薇&袁成杰 )   《外滩十八号》
- 2008    第六届东南劲爆音乐榜“劲爆十大金曲”(《外滩十八号》戚薇&袁成杰)   《外滩十八号》
- 2008    台湾G-MUSIC风云排行榜第十一名(《男才女貌》台湾版)
- 2008    念慈菴北京流行音乐典礼“最受欢迎组合”提名(男才女貌音乐组合)
- 2007    酷狗网络年度十大红歌(外滩十八号)
- 2007    摩登上海最佳音乐组合奖(男才女貌音乐组合)
- 2007    酷狗网络年度十大红歌(外滩十八号)   《外滩十八号》
- 2006    东方卫视“绝代双骄”获最佳表现力组合奖(与蒲巴甲合作)
- 2006    东方卫视我型我秀全国10强
- 2004    第三届冰力先锋校园乐队选拔赛杭州赛区冠
- 2004    A3游戏主唱暨形象大使选拔赛最佳形象奖
- 2004    中央电视台团中央第二届全国青年时代风采大赛铜奖